# Матрёногезовское сельское поселение
Матрёногезовское сельское поселение — упразднённое сельское поселение в Алексеевском районе Белгородской области.
Административный центр — село Матрёно-Гезово.
Упразднено 19 апреля 2018 с преобразованием Алексеевского муниципального района в Алексеевский городской округ.

## География
Матреногёзовское сельское поселение граничила с Мухоудеровским, Иващенковским, Луценковским, Меняйловским сельскими поселениями, городским поселением «Город Алексеевка».

## Население
| 2010  | 2011  | 2012  | 2013  | 2014  | 2015  | 2016  |
| ----- | ----- | ----- | ----- | ----- | ----- | ----- |
| 1532  | ↘1528 | ↗1538 | ↗1544 | ↘1540 | ↘1530 | ↘1481 |
| 2017  | 2018  |       |       |       |       |       |
| ↘1451 | →1451 |       |       |       |       |       |

## Состав сельского поселения
| №  | Населённый пункт | Тип населённого пункта       | Население |
| -- | ---------------- | ---------------------------- | --------- |
| 1  | Батлуков         | хутор                        | ↘19       |
| 2  | Бережной         | хутор                        | ↘10       |
| 3  | Кулешов          | хутор                        | ↘5        |
| 4  | Кириченков       | хутор                        | ↘85       |
| 5  | Матрёно-Гезово   | село, административный центр | ↘882      |
| 6  | Неменущий        | хутор                        | ↘147      |
| 7  | Резников         | хутор                        | ↘1        |
| 8  | Шкуропатов       | хутор                        | ↘88       |
| 9  | Воробьёво        | село                         | ↘179      |
| 10 | Божково          | село                         | ↘116      |

## Экономика
- ОАО «Агро-Оскол»[12]
- ЗАО «Алексеевский Бекон»[12]